# Aretusa
Aretusa (em grego:  Ἀρέθουσα) é uma ninfa da mitologia grega que faz parte do cortejo de Ártemis e, como sua deusa, é avessa ao amor. 
Um dia, após uma caçada extenuante, decidiu banhar-se em um rio límpido. Enquanto nadava sozinha, ouviu uma voz vinda das águas. Era Alfeu, o deus do rio, que se apaixonara pela bela ninfa. Aretusa fugiu assustada, com o deus-rio em seu encalço. Este, abandonando seu leito, perseguiu-a até que esta, sem forças, suplicou a Artémis que a salvasse. A deusa, diante das poderosas águas de Alfeu, envolveu a náiade em uma nuvem, transformando-a em uma fonte. Em seguida, a terra abriu-se, e a ninfa, assim transformada, percorreu seus subterrâneos e chegou a Siracusa, brotando na ilha de Ortígia, lugar consagrado a Artémis. Porém Alfeu, sem desistir de sua amada, internou-se também na terra, vindo brotar junto à fonte de Aretusa. Assim o deus-rio uniu suas águas as da ninfa em um eterno enlace amoroso.
Pausânias conta a lenda da seguinte forma: Alfeu e Aretusa eram caçadores, e Alfeu se apaixonou por Aretusa, mas esta não queria se casar, e cruzou o mar até a ilha oposta a Siracusa, Ortígia, e lá se transformou em uma fonte de água. Alfeu, por seu amor, foi transformado no rio Alfeu. A evidência de que esta lenda é verdadeira, e de que o rio Alfeu, ao se tornar subterrâneo, passa do Peloponeso até a Sicília é dada por um oráculo de Apolo dado a Árquias de Corinto quando ele foi banido para fundar Siracusa.
Segundo Diodoro Sículo, uma ilha próxima da Sicília foi dada a Ártemis, e o nome da ilha passou a ser Ortígia; neste ilha as ninfas, para agradar Ártemis, fizeram surgir uma fonte, que foi chamada de Aretusa.
Aretusa vem do grego, árdô (ἄρδω) "fluxo", e thoós (θοός) "veloz", ou seja, "fluxo veloz". 
Esta lenda foi alvo do humor de Luciano de Samósata, em um diálogo entre Poseidon e Alfeu.

## Outras personagens de nome Aretusa
- Aretusa, filha de Lentheus; com Tersandro ela teve um filho chamado Hilo, que foi morto por Eneias na Guerra de Troia.[7]
- Aretusa, filha de Nereu e mãe de Abas, filho de Netuno.[8]
- Aretusa (hespéride), uma das quatro hespérides.[9]
- 95 Arethusa, asteroide